# Kärntner Felsenblümchen
Das Kärntner Felsenblümchen (Draba siliquosa) ist eine Pflanzenart der Gattung der Felsenblümchen (Draba) innerhalb der Familie der Kreuzblütler (Brassicaceae). Sie ist von den Pyrenäen bis zum Elburs-Gebirge verbreitet.

## Beschreibung

### Vegetative Merkmale
Das Kärntner Felsenblümchen ist eine ausdauernde, krautige Pflanze und erreicht Wuchshöhen von 5 bis 15 Zentimetern. Die oberirdischen Pflanzenteile sind kahl oder behaart. Die Stängel sind kahl oder am Grund mit Gabel- und Sternhaaren besetzt (Indument).
Neben den Grundblättern gibt es maximal drei Stängelblätter. Der Blattrand ist am Grund mit einfachen Haaren besetzt, zum oberen Ende hin mit Sternhaaren. Die Grundblätter sind kahl oder mit meist zahlreichen Sternhaaren oder einfachen oder Gabelhaaren behaart.

### Generative Merkmale
Die zwittrige Blüte ist vierzählig.
Der Fruchtstand ist verlängert, nicht in eine doldentraubig verkürzt. Das 4 bis 10 Millimeter langes Schötchen enthält teils über zehn Samen pro Fach. Die Schötchen sind kahl oder behaart. Es gibt mehr Wimper- und Gabelhaare als Sternhaare. Der Griffel ist 0,1 bis 0,7 Millimeter lang.
Die Chromosomenzahl beträgt 2n = 16.

## Ökologie und Phänologie
Die Blütezeit reicht von Juni und Juli.
Die Bestäubung erfolgt durch Insekten oder Selbstbestäubung.

## Vorkommen
Das Kärntner Felsenblümchen kommt von den Pyrenäen bis zum Elburs vor. In den Alpen kommt es in der Steiermark, Kärnten, Salzburg, Tirol, Vorarlberg, Liechtenstein, Südtirol, Bayern (nur Allgäu) und der Schweiz vor. Es wächst in der alpinen Höhenstufe in basenreichen, kalkreichen bis kalkarmen Felsspalten und Felsschuttfluren, häufig in Gratlagen. Im Allgäu kommt es in den Höhenlagen von 2160 bis 2455 Metern (am Gipfel des Linkerskopfs in Bayern) vor. In den europäischen Hochgebirgen wächst es in Höhenlagen von 1550 bis 3400 Metern.
Die ökologischen Zeigerwerte nach Landolt et al. 2010 sind in der Schweiz: Feuchtezahl F = 2 (mäßig trocken), Lichtzahl L = 4 (hell), Reaktionszahl R = 3 (schwach sauer bis neutral), Temperaturzahl T = 1 (alpin und nival), Nährstoffzahl N = 1 (sehr nährstoffarm), Kontinentalitätszahl K = 4 (subkontinental).
Pflanzensoziologisch ist es eine Charakterart des Verbands Elynion myosuroidis.

## Taxonomie
Die Erstbeschreibung von Draba siliquosa erfolgte 1808 durch Friedrich August Marschall von Bieberstein in Flora Taurico-Caucasica, Band 2, S. 94. Synonyme für Draba siliquosa M.Bieb. sind: Draba carinthiaca Hoppe, Draba hoppei Trachsel.